# Parastylodactylus moluccensis
Parastylodactylus moluccensis is een garnalensoort uit de familie van de Stylodactylidae. De wetenschappelijke naam van de soort is voor het eerst geldig gepubliceerd in 1997 door Cleva.